# Luozi
Luozi este un oraș în  provincia Bas-Congo, Republica Democrată Congo. În 2012 avea o populație de 13 855 de locuitori, iar în 2004 avea 11 351.